# Santuari de la Mare de Déu de Vallverd
El santuari de la Mare de Déu de Vallverd és un santuari que es troba al municipi de l'Alguer (Sardenya), enmig de la vall que, vora l'Escala Picada, donà també el nom a un antic llogaret.
El santuari és regit pel capítol alguerès. El primer diumenge després de Pasqua hi té lloc un aplec. La imatge de la Mare de Déu és de rostre negre i és dita "del Pilar". És considerada patrona de l'Alguer.